# 约瑟夫·马莱切克
约瑟夫·马莱切克（捷克語：Josef Maleček，1903年6月18日—1982年9月26日），捷克男子冰球、网球运动员。他曾代表捷克斯洛伐克国家队参加1924年、1928年和1936年冬季奥林匹克运动会冰球比赛。